# Scrophularia schousboei
Scrophularia schousboei är en flenörtsväxtart. Scrophularia schousboei ingår i släktet flenörter, och familjen flenörtsväxter.

## Underarter
Arten delas in i följande underarter:
- S. s. montana
- S. s. schousboei